# Chùa Pháp Hoa (Thành phố Hồ Chí Minh)

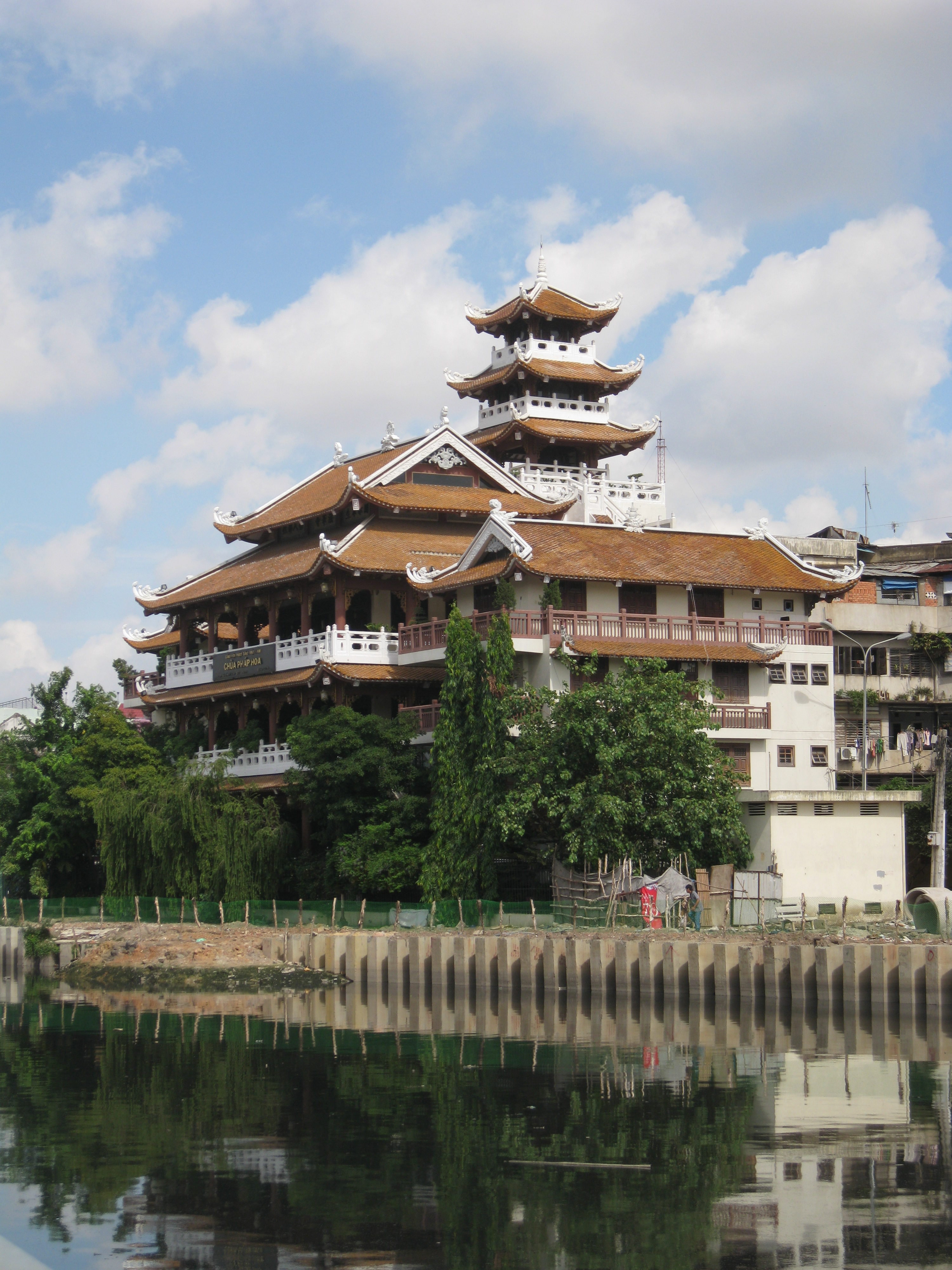
Chùa Pháp Hoa Quận 3 nằm tại Kênh Nhiêu Lộc vào năm 2006

Ở Thành phố Hồ Chí Minh có nhiều cơ sở Phật giáo mang tên Pháp Hoa. Riêng bài viết này chỉ nói về 2 ngôi Chùa Pháp Hoa nổi bật của thành phố ở Phường Nhiêu Lộc và Phường Đức Nhuận.

## Chùa Pháp Hoa - Phường Nhiêu Lộc
Chùa Pháp Hoa ở Phường Nhiêu Lộc hay còn gọi là Chùa Pháp Hoa Lê Văn Sỹ, tọa lạc tại số 220A đường Lê Văn Sĩ và 870 Trường Sa, Phường 14, bên cạnh kênh Nhiêu Lộc, là một ngôi tự viện thuộc Phật giáo Bắc tông và là 1 trong 500 danh lam của Việt Nam.

### Lịch sử
Năm 1967, được Hòa thượng Thích Tuệ Hải xây dựng. Ra đời trong khoảng thời gian đất nước còn nhiều khó khăn, ngôi chùa thiếu sự trợ duyên lớn từ thập phương bá tánh nên các hạng mục xây dựng đều rất đơn sơ. Không gian kiến thiết buổi đầu chỉ hướng đến thờ Phật và làm nơi cư trú cho chư Tăng.
Năm 1982, Hòa thượng tạo tự viên tịch, giao chùa lại cho Sa di Thích Tâm Thông. Gánh vác ngôi già lam trong lúc tuổi đời ngày một lớn, Sa di đã nỗ lực đảm nhiệm được 16 năm rồi viên tịch.
Năm 1999, Tông môn Tổ đình Vĩnh Nghiêm và quý Phật tử Chùa Pháp Hoa thỉnh Thượng thọ Thích Thọ Lạc kế nhiệm. Trải qua bao biến cố thăng trầm của lịch sử, ngôi chùa từ khi thành lập đến lúc Thượng tọa về Trụ trì ngày một xuống cấp. Thượng tọa vận động Phật tử chung tay xây dựng ngôi bảo tự trên mô hình kiến trúc văn hóa Phật giáo miền Bắc.
Năm 2004 – 2005, công trình đi vào hoàn thiện và lạc thành. 
Năm 2020, việc tiếp quản tự viện hiện tại đã được Hòa thượng giao lại cho Thượng tọa Thích Quảng Minh làm Trụ trì đời thứ tư tại ngôi Chùa này. 

### Kiến trúc và mô hình thờ tự
Chùa Pháp Hoa có kiến trúc giống một số ngôi chùa Bắc tông khác tại Việt Nam. Tổng diện tích rộng 620m², gồm tòa chính giữa được xây 3 tầng: tầng trệt đa năng thường dùng các sự kiện hội họp, tế lễ, trai đường; tầng hai phụng thờ chư vị Tổ sư khai sơn tạo tượng và chư vị chân linh; tầng ba là điện Phật được bài trí trang nghiêm; tòa chính giữa tôn thờ Bổn Sư Thích Ca, hai tòa bên nhà thờ Bồ Tát Quan Âm và Địa Tạng. Các pho tượng được chạm trổ bằng gỗ mít, phủ sơn vàng, chiều cao chiều rộng cân đối với không gian thờ tự. Bên cạnh chánh điện còn có hai dãy nhà 3 tầng làm chỗ lưu trú của chư Tăng, phòng Tăng, phòng khách, Văn phòng Thường trực của Ban Văn hóa Trung ương và các sinh hoạt khác của chùa.

### Lễ hội tâm linh
Lễ hội hoa đăng là lễ hội tiêu biểu và lớn nhất của Chùa Pháp Hoa - Phường Nhiêu Lộc, vì có số lượng người tham dự đông nhất. Theo thông lệ, lễ hội được tổ chức vào ngày 12 tháng 4 âm lịch với vài chục nghìn hoa đăng, được chùa chuẩn bị từ trước và trao đến các Phật tử và khách thập phương. Mỗi người tham dự sẽ nhận một đèn và có ghi lên đó những ước nguyện, những mong muốn tốt đẹp nhất, may mắn và bình an nhất cho bản thân, cho những người thương yêu trong gia đình. Đúng 18 giờ, nghi thức tâm linh theo truyền thống Phật giáo được cử hành trước sự gia trì của chư Tăng và mật hộ của chư Phật, Bồ tát. Hàng loạt hoa đăng lần lượt thả xuống dòng kênh Nhiêu Lộc.

## Chùa Pháp Hoa - Phường Đức Nhuận
Chùa Pháp Hoa ở Phường Đức Nhuận là một ngôi chùa được Hòa thượng Đạo Hạ Thanh người Quảng Nam thành lập năm 1928, năm Mậu Thìn. Trước đây, chùa chỉ có mái tranh, vách ván, được xây dựng tại vùng thôn quê thuộc ấp Đông Nhì, xã Phú Nhuận, quận Tân Bình, tỉnh Gia Định, nay là Phường Đức Nhuận, Thành phố Hồ Chí Minh.
Năm 1932, ngôi Chùa được trùng tu có mái ngói tường vôi. Hòa thượng Đạo Hạ Thanh được bà con biết đến nhờ việc bốc thuốc giúp dân nên thu hút được nhiều người đến học. Trong hai cuộc chiến, chiến tranh Đông Dương và chiến tranh Việt Nam, một số Việt Cộng nằm vùng đã hoạt động bí mật trong ngôi Chùa này. Nơi đây có một căn hầm bí mật được xây dựng từ năm 1945 để nuôi giấu cán bộ cách mạng, có bức chân dung Chủ tịch Hồ Chí Minh được truyền thần từ những ngày đại tang của đất nước. Đặc biệt nơi đây có ngôi mộ của nhà sư - chiến sĩ Thiện Chiếu và còn có nhà bia tưởng niệm các chiến sĩ Quyết tử biệt động thuộc đặc khu Sài Gòn - Chợ Lớn.
Năm 1962, Hòa thượng Đạo Hạ Thanh mất.
Năm 1965, ngôi Chùa một lần nữa được trùng tu nhờ sự đóng góp từ bà con Phật tử từ nhiều nơi do đệ tử kế thừa Như Niệm quản lý. Từ đó, Chùa được tiếp tục cải thiện đến kết quả ngày nay. Hiện nay, Hòa Thượng Thích Như Niệm trụ trì chùa.
Năm 2015, Chùa Pháp Hoa được Trung tâm Bảo tồn di tích - Sở Văn hóa - thể thao Thành phố Hồ Chí Minh, Hội đồng xét duyệt di tích Thành phố Hồ Chí Minh công nhận di tích lịch sử tại Thành phố Hồ Chí Minh.